# Зальцберген
Зальцберген (нім. Salzbergen) — сільська громада в Німеччині, розташована в землі Нижня Саксонія. Входить до складу району Емсланд.
Площа — 53,31 км2. Населення становить 7806 ос. (станом на 31 грудня 2021).